# Сонет 111
Сонет 111 (англ. Sonnet 111) — один из 154 сонетов, написанных Уильямом Шекспиром и впервые опубликованных в 1609 году. Дата написания неизвестна, существуют разные гипотезы на этот счёт. Результаты компьютерного анализа говорят о том, что сонеты со 104-го по 126-й могли быть созданы приблизительно в 1600 году, но не все исследователи с этим согласны. Возможно, Шекспир редактировал все сонеты до момента их публикации.
Предположительно первое издание не было авторизованным. Тем не менее начиная с 1711 года сонеты публикуются в той же последовательности, и учёные на основе изначальной нумерации раскрывают историю любовного треугольника, которая служит подтекстом для всего цикла.
111-й сонет относится к числу стихотворений, посвящённых другу: в них Шекспир обращается к не названному по имени молодому мужчине. Личность последнего остаётся загадкой, но в большинстве гипотез фигурируют Генри Ризли, 3-й граф Саутгемптон, и Уильям Герберт, 3-й граф Пембрук. В 111-м сонете автор использует распространённый в литературе той эпохи мотив жалоб на несправедливость Фортуны. Некоторые исследователи находят в тексте признаки недовольства Шекспира актёрской профессией.
Как почти все сонеты Шекспира (кроме 145-го), 111-й сонет написан пятистопным ямбом.